# Ісангулова Гульсум Сабірівна
Гульсум Сабірівна Ісангулова (Яремчук) (башк. Гөлсөм Сабир ҡыҙы Иҫәнғолова; 10 червня 1938, с. Давлеткулово Мелеузівського району Башкирської АРСР) — актриса Татарського театру імені Г. Камала. Народна артистка Республіки Башкортостан (1996), Татарської АРСР (1988).

## Біографічні відомості
Гульсум Сабірівна Ісангулова народилася 10 червня 1938 у селі Давлеткулово Мелеузівського району Башкирської АРСР. Рано втратила батьків, росла в дитбудинку.
У 1961 році закінчила Театральне училище імені М.С. Щепкіна у Москві (педагог — М.Н. Гладкова).
Після закінчення училища працює в Татарському театрі імені Г. Камала, у 1981-1989 роках працювала викладачем Казанського театрального училища.

## Ролі у спектаклях
Зайтуна («Ми не розлучимось» Ш. Шахгалі; дебют, 1961), Роза («Сутінки» А.М. Гілязова), Сажида («Прощавайте!» Т.Г. Міннулліна); в спектаклях за творами башкирських письменників — Шафак («Ай тотолған төндә»), Яміля («Викрадення дівчини»), Гера («Не кидай вогонь, Прометей!»; усі — М. Каріма), Саліма («Виходили бабки заміж» Ф.М. Булякова) та ін.

## Нагороди та звання
- Заслужена артистка Татарської АРСР (1974)
- Народна артистка Татарської АРСР (1988)
- Народна артистка Республіки Башкортостан (1996)